# セリーヌ・ソン
セリーヌ・ソン（Celine Song, 朝ː 송하영、1988年9月19日 - ）は、アメリカ在住の韓国系カナダ人の映画監督、脚本家、劇作家。

## 経歴
1988年、韓国に生まれる。父は映画制作者、母はグラフィックデザイナーをしており、12歳のときに両親とともにカナダのオンタリオ州マーカムに移住した。
2023年、自身の映画初監督作となる『パスト ライブス/再会』を発表。本作はサンダンス映画祭で上映されるや大絶賛を博し、全米映画批評家協会賞作品賞やニューヨーク映画批評家協会賞第一回作品賞など数多くの賞を受賞。第96回アカデミー賞では作品賞に候補入りし、自身も脚本賞にノミネートされた。

## 私生活
現在、夫である脚本家のジャスティン・クリツケスとともにニューヨークに在住している。

## 作品

### 映画
| 年   | 日本語題 原題                       | クレジット             | 備考 |
| ---- | ----------------------------------- | ---------------------- | ---- |
| 2023 | パスト ライブス/再会 Past Lives     | 監督・脚本・製作総指揮 |      |
| 2025 | マテリアリスツ（原題） Materialists | 監督・脚本・製作       |      |

### テレビドラマ
- ホイール・オブ・タイム The Wheel of Time（2021年）ː 第8話脚本

### 演劇
- Endlings（2020年）
- The Seagull on The Sims 4.（2020年）